# Jakob Probst

Jakob Probst

Johann Jakob Probst (* 17. August 1880 in Reigoldswil; † 28. März 1966 in Gambarogno; heimatberechtigt in Reigoldswil) war ein Schweizer Bildhauer. Er lebte und arbeitete in Paris, Basel, Peney (Satigny) bei Genf und Vira Gambarogno am Lago Maggiore. Seine Werke waren sehr grosse, freistehende Steinskulpturen, Bronze-Plastiken und Reliefs im öffentlichen Raum.

## Leben und Werk

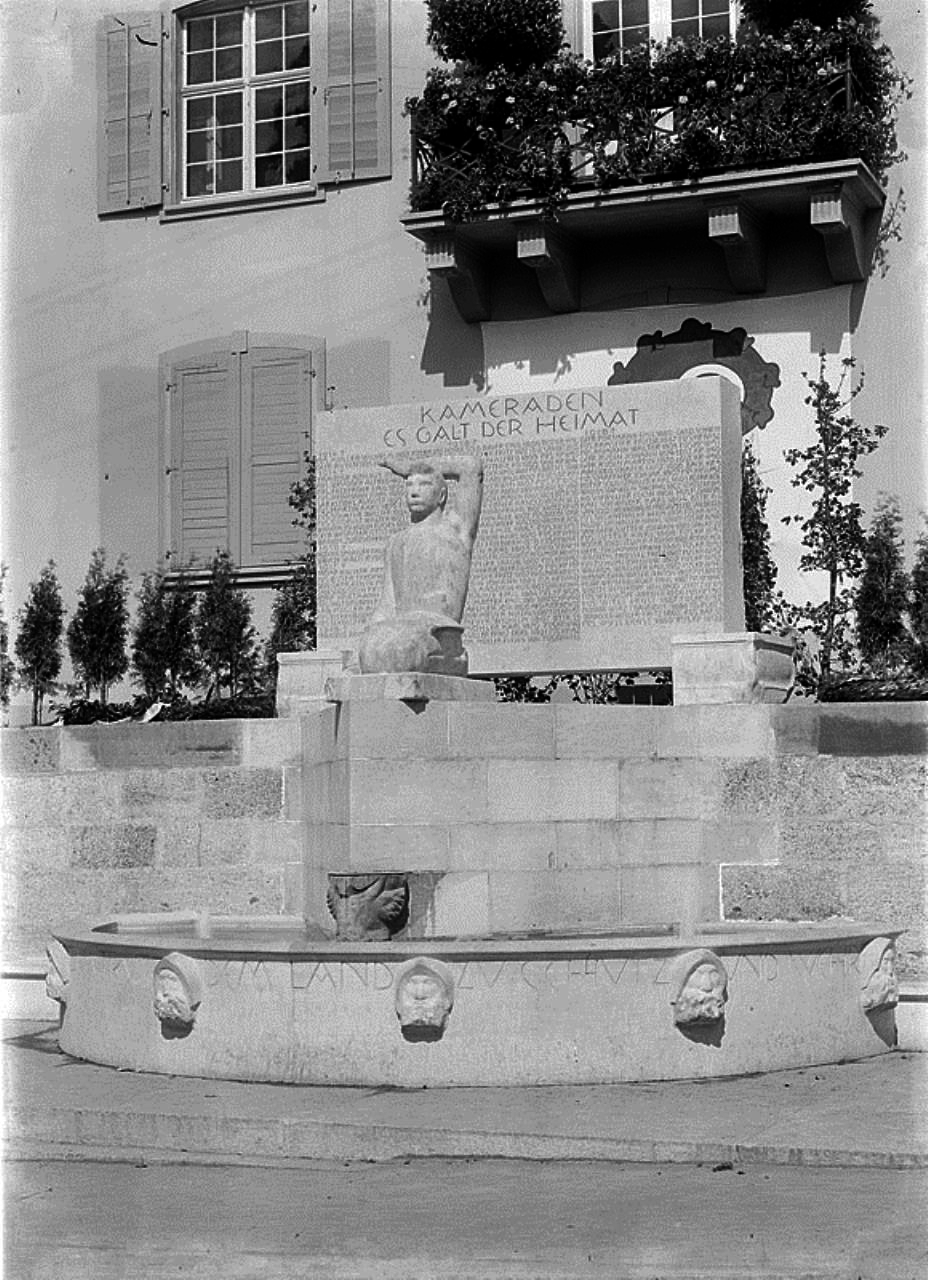
Das Wehrmannsdenkmal in seiner ursprünglichen Fassung, Liestal

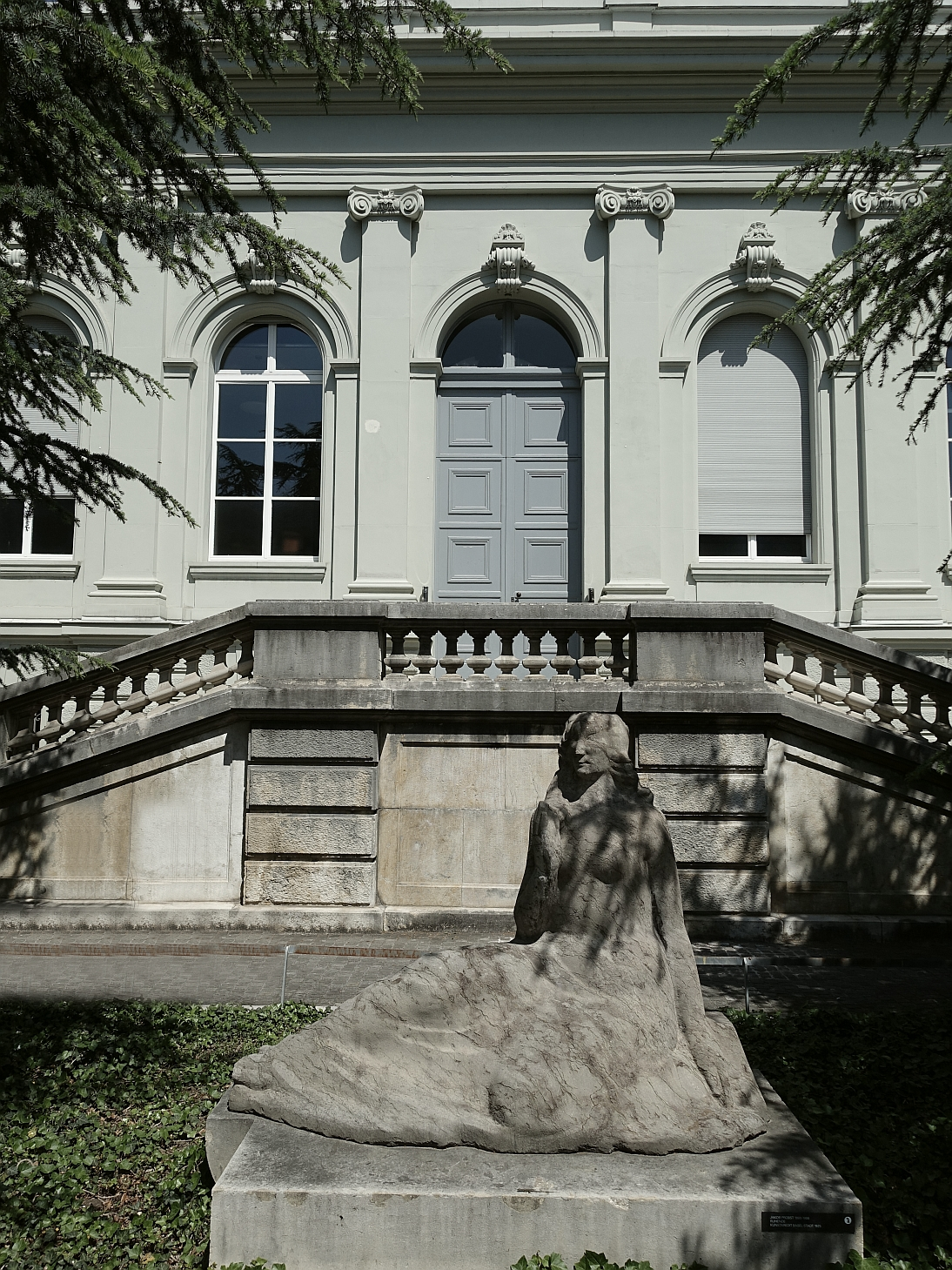
Die Liegende, Bernoullianum

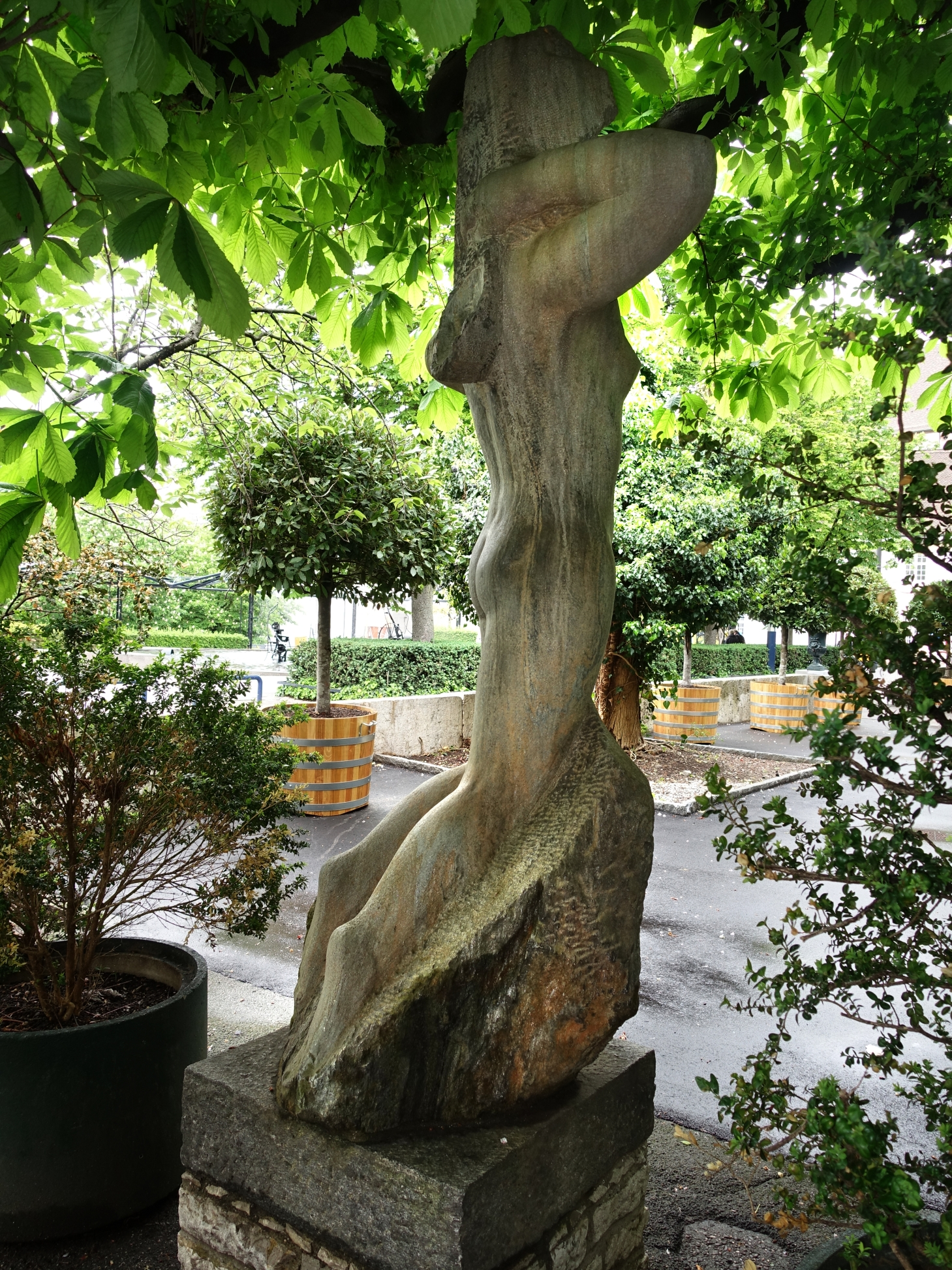
Frau mit Maske, Kunsthalle Basel

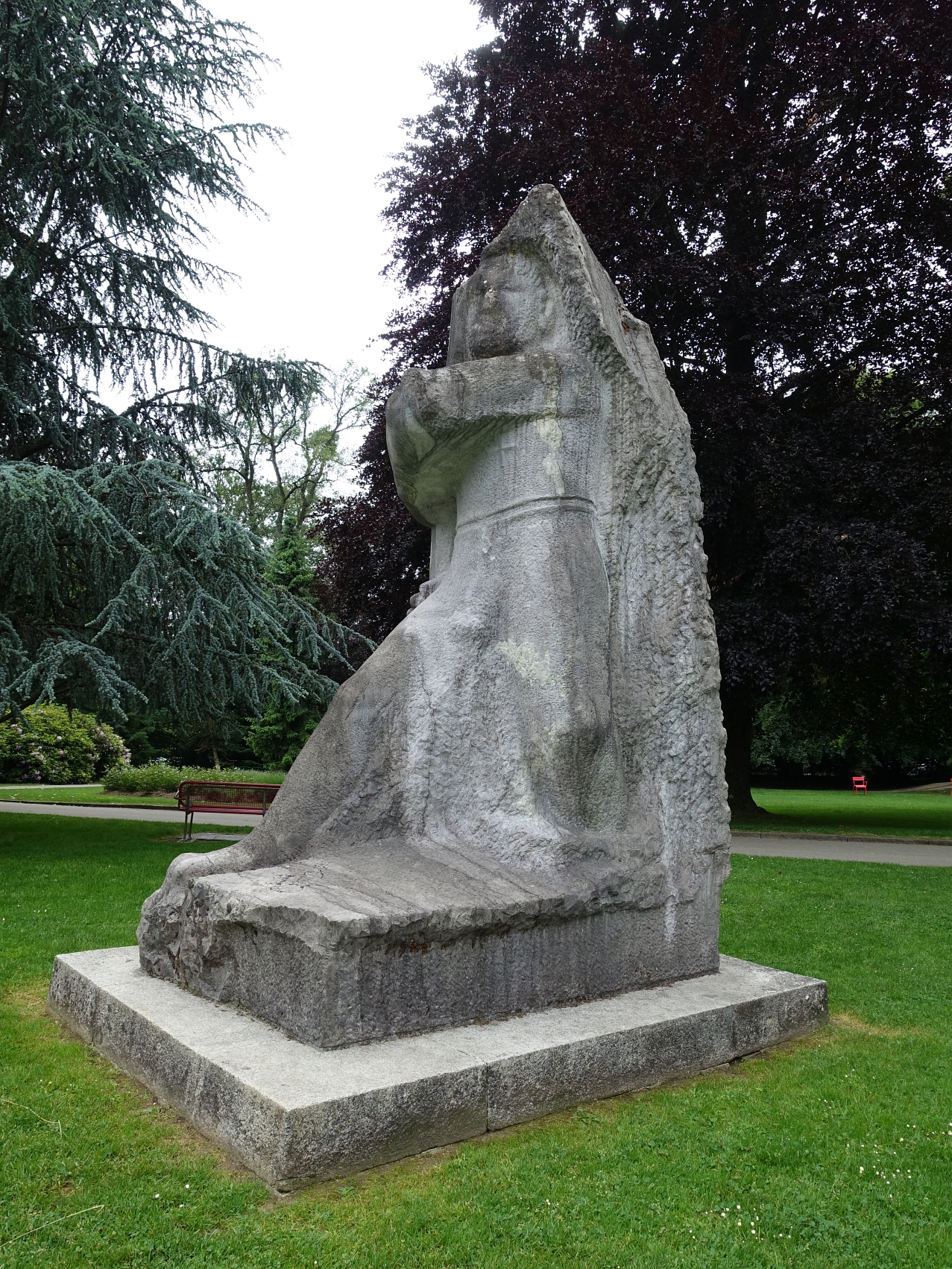
Hodler-Krieger oder Marignano-Krieger, Olten

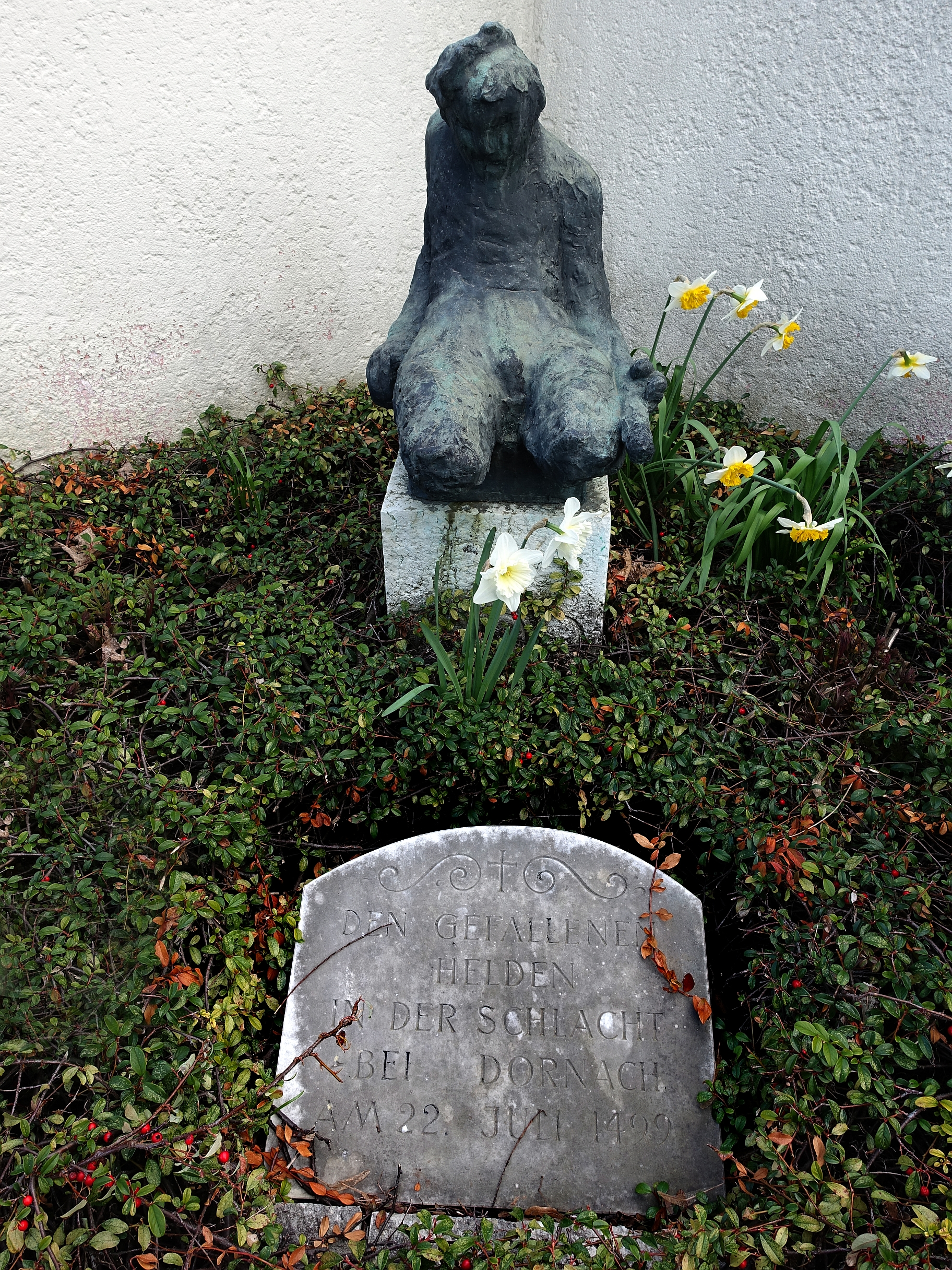
Der sterbende Krieger, Dornach

Jakob Probst wurde als Sohn des Uhrmachers Johann Probst und der Modistin Karoline Zehntner geboren. Nach einer Zimmermannslehre ging er auf die Walz in die Zentralschweiz und in die Ostschweiz. In Genf arbeitete er in einer Chaletfabrik. Später baute er in Eigenregie ein Doppel-Chalet, «Lehmatt» in Reigoldswil. Von 1905 bis 1907 besuchte er in München die Architekturschule. Er arbeitete kurze Zeit als Bauführer und begab sich dann nach Paris, um Architektur zu studieren. Unterstützung zu diesem Entschluss erfuhr er von Otto Plattner. An der Académie de la Grande Chaumière absolvierte er einen Modellierkurs bei Antoine Bourdelle. Probst fand in Bourdelle den Lehrer, der in seinen Skulpturen plastisches Denken mit architektonischer Vorstellung zu verbinden wusste und sein Talent zu plastischer Gestaltung erkannte. Im Anschluss daran ging Probst 1912 zu weiteren Studien nach Florenz, Rom, Neapel, Foggia, Venedig und Bologna.
Probst lebte und arbeitete von 1913 bis 1932 in Basel. Am Spalenberg 12 hatte er seine Wohnung, sein Atelier befand sich hinter dem Bahnhofsgelände der SBB im Grünen. Dort entstanden seine ersten aus Stein gehauenen Werke wie die Büste des Physikers Eduard Hagenbach, der Torso eines Kämpfers und der Römerkopf. In Biel schuf Probst von 1914 bis 1927 verschiedene plastische Reliefs für diverse Bauten. 1916 schuf er zwei Sphinxen für das Krematorium, sowie von 1919 bis 1921 für die an der Nidaugasse 49 gelegene Volksbank den Sämann aus Laufener Kalkstein und diverse aus grauen Kunststein gefertigte Fassadenelemente, wie Goldwaage, Medaillons und Kapitelle.
1920 nahm Probst an einem Entwurfswettbewerb für das geplante Wehrmannsdenkmal in Liestal teil. Juroren waren Carl Burkhardt und der Architekt Hans Bernoulli. Probst gewann diesen Wettbewerb mit der Gestaltung eines Wandbrunnens mit halbkreisförmigem Brunnentrog, der aus der Mauer herauswächst, mit einem dominierenden knienden Jüngling, der ein offenes Buch auf seinen Knien trägt. Hinter der Figur, die er nach seinen bewunderten Vorbildern aus Ägypten schuf, wurden die Namen der aus dem Ersten Weltkrieg direkt oder ausserhalb des Wehrdienstes an der Spanischen Grippe Verstorbenen in eine grosse Schriftentafel eingemeisselt. Das Denkmal wurde am 26. August 1923 eingeweiht, am Jahrestag der Schlacht bei St. Jakob an der Birs von 1444.
Das ägyptisierende Pathos des knienden Jünglings stiess seinerzeit auf wenig Verständnis in der Bevölkerung. Beinamen wie «Ölgötz» oder «Alles Götz» sagen aus, dass der sakrale Gehalt des Monuments herausgespürt, aber nicht verstanden und akzeptiert wurde. Damit begannen die hitzigen öffentlichen Diskussionen um Probsts Werke. 1934 wurde die aus einem harten Collombey-Marmor gehauene Figur überarbeitet. Es wurde ein Zweig auf der Brust herausgemeisselt und anstelle des offenen Buches ein Helm platziert. Dadurch ging der ehemals sakrale Charakter verloren. Von 1952 bis 1955 wurde das Wehrmannsdenkmal um die Namen der im Zweiten Weltkrieg verstorbenen Soldaten ergänzt. Die Einweihungsfeier fand am 9. Juni 1955 statt. Probst selbst bezeichnete das Denkmal in späteren Jahren als sein Jugendwerk.
Auch die weibliche Rundplastik Die Liegende, die 1923 auf der damaligen baumbestandenen Grünanlage der Basler Steinenschanze aufgestellt wurde, stiess in der Bevölkerung auf Unverständnis und Kritik. Die Skulptur war aus dem Projekt-Wettbewerb des Kunstkredit Basel-Stadt als Sieger hervorgegangen und zeigt ein Abbild von Anna Haffner (1878–1954) aus Binningen. Diese war anfänglich Probsts Schülerin und später über viele Jahre seine Partnerin. 1971 wurde im Zuge der Neugestaltung der Steinenschanze die Skulptur vor dem Bernoullianum in Basel aufgestellt.
Ernst Suter und Heinz Fiorese absolvierten bei Probst ihre Bildhauerlehre. 1924 unternahm Probst eine viermonatige Studienreise nach Ägypten. Er besuchte in Kairo unter anderem die Pyramiden, begab sich nach Luxor und besichtigte Tutanchamuns Grab. Von dort aus reiste er weiter nach Assuan und anschliessend von Alexandria zurück nach Brindisi. Er brachte von dieser Reise in freskoartiger Technik gemalte Aquarelle, Fotografien und stereoskopische Bilder mit.
Seine Werke sah er selbst in einer Linie mit Michelangelo und Auguste Rodin. Probst arbeitete mit dem künstlerischen Ausdrucksmittel des non finito, dem Unvollendet-Belassen. Cuno Amiet äusserte sich wie folgt zu Probsts Werk: «Die Schweiz hat wieder einen Bildhauer». Zu Probsts Freunden zählten die Bildhauer Wilhelm Lehmbruck und Hermann Haller sowie die Maler Hans Berger und Ernest Bolens. Regelmässig hielt sich Probst in Locarno auf, wo er im Atelier seines Freundes, des Bildhauers Remo Rossi seine Modelle von Steinhauern aus dem Stein hauen liess, um sie in einem nächsten Schritt eigenhändig zu vollenden. Aushilfsweise arbeitete Fritz Bürgin für Probst.
Probst schuf zahlreiche Werke für die Öffentlichkeit, welche einen direkten Bezug zur allgemeinen Orts- oder Landeskultur sowie zur Geschichte haben, sowie mehrere Denkmäler. Das Spektrum seiner Werke umfasst freistehende Skulpturen aus verschiedenartigen Steinen. Er schuf noch heute erhaltene Modelle aus Gips, Reliefs aus Stein, Fassadenreliefs oder Reliefs an der freistehenden Steinwand sowie Bronzeplastiken. Diese liess er bis ca. 1950 in der Glockengiesserei Rüetschi in Aarau giessen. Er schuf Porträtbüsten u. a. von Eduard Hagenbach, Otto Plattner, Cäsar von Arx und von vielen ihm nahestehenden Menschen. Weitere Werke schuf er aus einer als «Probstmasse» bezeichneten Materialkombination, einer Art Gussbeton, dessen genaue Zusammensetzung nicht bekannt ist. Ähnliches Material hatte auch der von Probst bewunderte Künstler Wilhelm Lehmbruck verwendet, von dessen Werken einige eine Ähnlichkeit zu Probsts Werken aufweisen.
1931 brannte der Münchner Glaspalast vollständig ab, auch Probsts Skulpturen wurden dabei vernichtet. Im Anschluss daran wollte er ursprünglich mit der Versicherungssumme die Ruine Rifenstein in Reigoldswil kaufen, zog allerdings wegen seines ersten Grossauftrags für den Bahnhof Genève-Cornavin weiter nach Genf. Bei diesem Auftrag handelte es sich um die drei grossen Reliefs Pegasus, Merkur und Europa.
Mit seinem ersparten Geld und der Münchner Versicherungssumme sowie den Einnahmen aus Genf erwarb er in Peney eine Liegenschaft, die inmitten einer Naturlandschaft mit benachbartem Pferdehof lag. Hiervon inspiriert entstanden in den 1930er Jahren zahlreiche Skulpturen, darunter Puledro oder der Grosse Traber, der noch heute im Mon Repos-Park in Genf steht. Probsts Köchin Fanny Vögelin besorgte den Haushalt und wurde für ihre Arbeit in natura in Form von Terracotta-Figuren entschädigt. Vögelin sammelte über die Jahre viele Fotos von Probst und seinen Werken, die heute im Staatsarchiv Basel-Landschaft aufbewahrt werden.
1944 schrieb die Stadt Genf zusammen mit dem Eidgenössischen Departement des Innern einen Wettbewerb für die Errichtung eines Ferdinand-Hodler-Denkmals aus. Für die eingegangenen 24 Entwürfe verlieh die Jury keinen ersten Preis. Jedoch erhielt Probst den Auftrag das Denkmal für Hodler zu schaffen. Der 25 Tonnen schwere Walliser Kalksteinblock, stellt eine vier Meter hohe Kriegerfigur dar, die an das Gemälde von Hodlers Die Schlacht von Marignano erinnern sollte. Kaum fertig gestellt, wurde das Denkmal von der Jury als zu massiv und mächtig befunden und abgelehnt. 1955 wurde das Denkmal als Wehrdenkmal im Stadtpark Olten aufgestellt.
1949 lud das Philadelphia Museum of Art Probst und sein Freund Hermann Haller zu der dritten internationalen Skulpturenausstellung ein. Dort stellte er seine Lieblingsskulptur Genius aus.
1955 wurde das von Probst geschaffene Joseph-Bovet-Denkmal in Freiburg im Beisein von u. a. Bundespräsident Philipp Etter und General Guisan sowie 3.500 Chormitgliederern eingeweiht. 1959 wurde ihm von der Stadt Genf der Preis in der Sparte Kunst verliehen.
Zum hundertjährigen Gründungsjubiläum des Internationalen Komitees des Schweizerischen Roten Kreuzes, wurde am 8. Mai 1963 das von Probst in Genf geschaffene Denkmal zu Ehren Henry Dunants im Parc des Bastions eingeweiht.
Probst erlebte seinen gesellschaftlich anerkannten Durchbruch um das 60. Lebensjahr, besondere Ehrungen wurden ihm nach dem 70. Lebensjahr zuteil. Er zählte zu den Künstlern, die bis ins hohe Alter schöpferisch aktiv bleiben. Er nahm an zahlreichen internationalen Kunstausstellungen und Weltausstellungen sowie Landesausstellungen teil, wie an der Biennale in Venedig sowie an grossen Ausstellungen u. a. in Paris, München, Wien und in der Schweiz. Er erhielt mehrere Kunstpreise, die ihm unter anderem durch den Bundespräsidenten verliehen wurden.
Im Jahr 1945 heiratete er Menga Hemmi (1897–1977) aus Churwalden und adoptierte deren Tochter aus erster Ehe. Eigene leibliche Nachkommen sind nicht bezeugt. Probst verstarb mit 86 Jahren in seinem Haus in Vira. Seine Urne wurde am 28. März 1967 gemäss seinem eigenen Wunsch in einer Nische des Wehrmannsdenkmals in Liestal beigesetzt. Die Witwe zog sich nach Probsts Ableben nach Churwalden zurück.

## Nachlass
Der seit 1916 mit Probst befreundete Architekt und Kunstförderer Max Tüller (1899–1978) dokumentierte und kategorisierte den Nachlass Probsts mit einem Werkverzeichnis von 1910 bis 1965 und zahlreichen Dokumenten und Fotografien. Diese Unterlagen werden im Staatsarchiv Basel-Landschaft aufbewahrt.
In der Fondazione Remo Rossi in Locarno wird ein Teil der Korrespondenz zwischen Probst und Rossi aufbewahrt.
Nach Probst Tod wurde in das verwaiste Atelier in Peney eingebrochen und viele seiner Werke von Vandalen zerstört, beschädigt oder entwendet. 1973 holte der Reigoldswiler Architekt und Zeichner Max Schneider (1916–2010) etwa 30 Plastiken aus dem verwüsteten Atelier. Diese wurden in Reigoldswil in einem leer stehenden Fabrikgebäude zwischengelagert. Zahlreiche Werke gelangten anschliessend in privaten Besitz, deren Herkunft oder rechtmässiger Erwerb nicht nachprüfbar sind. Es konnte daher kein umfassendes fundiertes Werkverzeichnis erstellt werden. Eine fundierte Monografie mit einem umfassenden Werkverzeichnis fehlt bis heute.
Radio DRS strahlte 1976 eine Dokumentation über Probsts Leben aus. Professor Rodolphe Imhoff, die Witwe Menga-Hemmi, der Tessiner Bildhauer Remo Rossi und seine Frau Bianca, der Politiker Leo Lejeune sowie sein ehemaliger Schüler Heinz Fiorese wirkten in der Sendung mit.
Der Jakob Probst-Platz vor dem Gemeindezentrum in Reigoldswil ist seit dem 1. August 1991 nach ihm benannt.

## Werke (Auswahl)

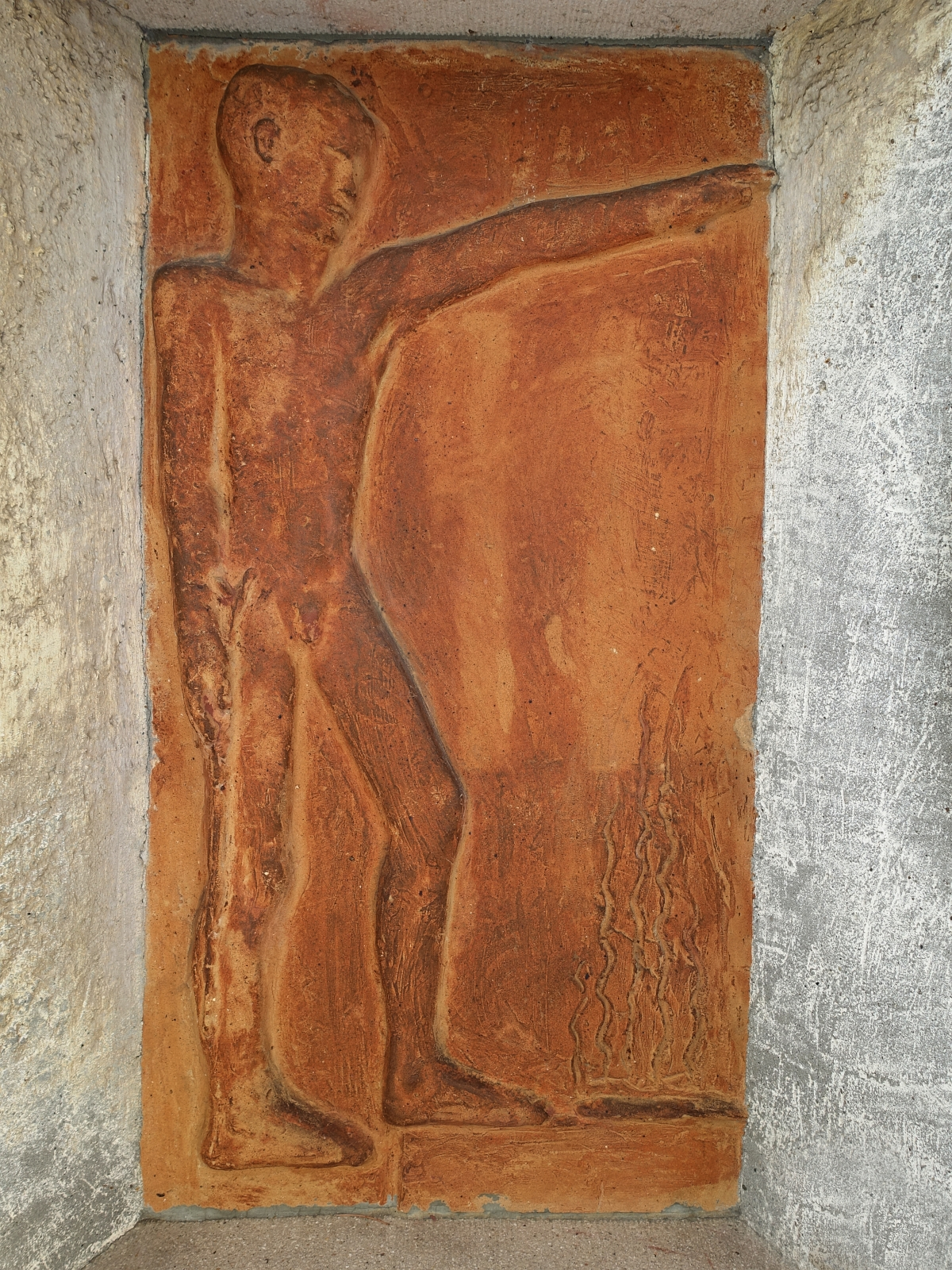
Terrakotta-Relief, Friedhof Sissach

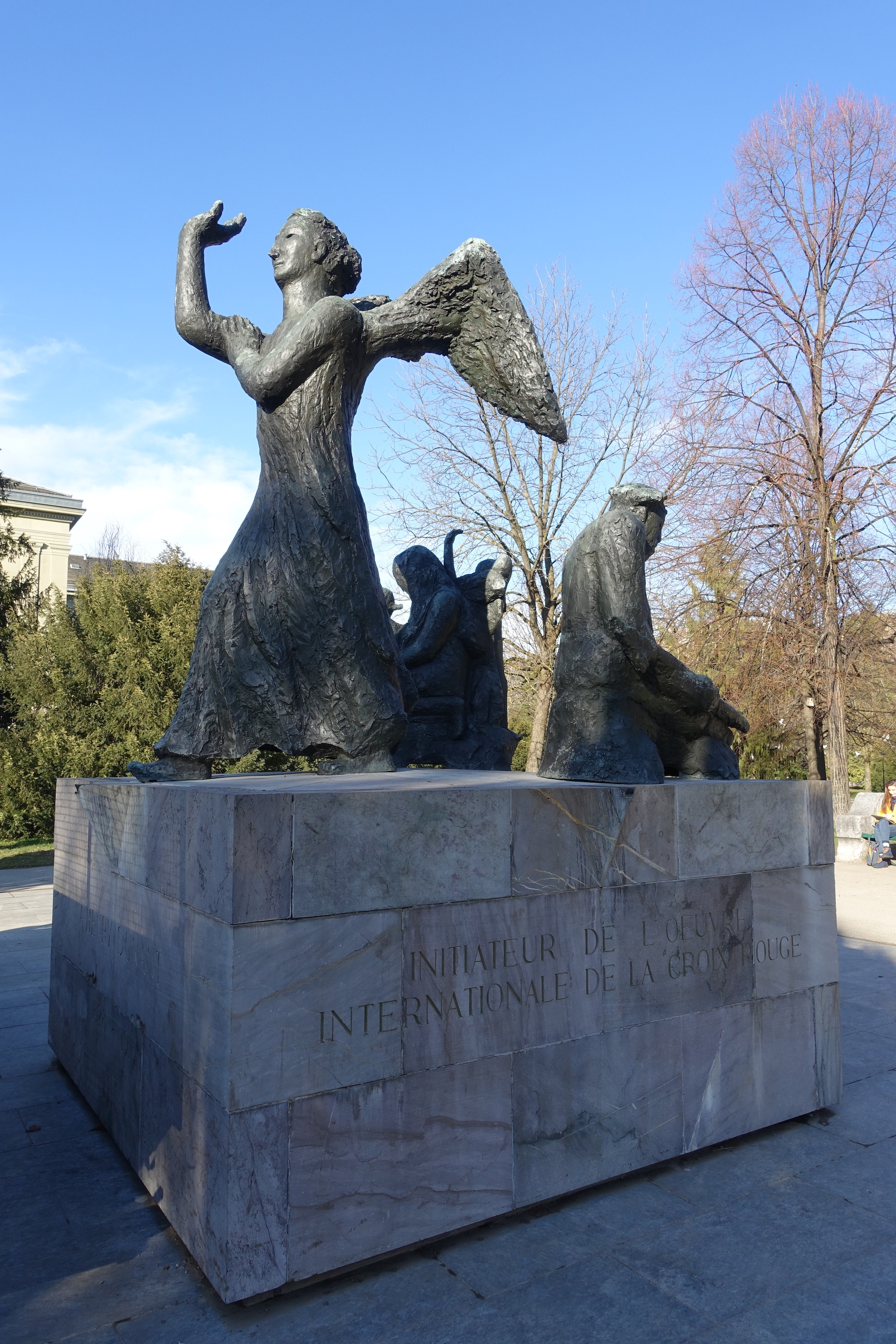
Monument Henry Dunant, Parc des Bastions in Genf

- Die Liegende von 1920/1923, welche heute in Basel vor dem Bernoullianum steht
- Faun mit Tier Arbeitsamt-Brunnen, Utengasse 32, Basel, 1932[26]
- Wehrmannsdenkmal in Liestal, wo auch die Urne von Probst in die Mauer eingelassen ist (1920–1923/1925, überarbeitet 1934)[27]
- Stahlhelmsoldat und die drei Grazien (richtig wäre aber «die drei Parzen») am Kunstmuseum Basel, 1937
- Pegasus, Merkur, Europa, drei Gross-Reliefs an der Frontseite des Bahnhofs Cornavin (Hauptbahnhof) in Genf, 1930
- Landmädchen, in Binningen, 1930
- Säerin, Mohrhaldenanlage in Riehen, 1933/35[28]
- Genius, Gemeinde Reigoldswil, Krematorium Olten, FHNW Brugg-Windisch, sein «liebstes Werk», 1933/1936, 1949 dritte internationale Skulpturenausstellung im Philadelphia Museum of Art
- Büste von Papst Pius II. / Enea Silvio Piccolomini (lat. Aeneas Sylvius), Gründer der Universität Basel, 1939[29]
- Musika mit Harfe oder die Schwebende, eine Fassadenskulptur am Konservatorium für Musik in Bern, 1940[30]
- Elektra am Kreuzackerquai, bei der Brücke in Solothurn sowie im Park des Altersheims «Nägelin-Stiftung» in Pratteln,1939[31]
- Skulptur für die Baumesse Schaffen und Sorgen in der Kriegszeit,Mustermesse in Basel, 1942[32]
- Hodlerdenkmal (oder der Marignano-Krieger), Soldatendenkmal im Stadtpark Olten, 1944/45[33]
- Das 22 Meter lange Schlachtdenkmal vor dem Kapuziner Kloster in Dornach, 1945–1948[34][35] und den Dornacher Gedenktaler.[36]
- Skulptur Wettbewerb für den Eingang des Kunstmuseum Luzern, 1945[37]
- Fassadenskulptur Die Schwebende, der Arzt und der Knabe am Universitätsspital Basel (Frontseite), 1951
- Monument Henry Dunant, Parc des Bastions in Genf, auch Rotkreuzdenkmal genannt, 1963[38]
- Grosse Diana, Dorfplatz in Reigoldswil (früherer Standort: Kantonalbank in Liestal)
- Erwachen, im Park bei der Kantonsbibliothek in Aarau, 1946/1958
- Columbus, vor dem Wirtschaftsgymnasium/Wirtschaftsmittelschule (WMS, ehemals KHS), Basel, 1950
- Abbé-Bovet-Denkmal, Schützenmatte, Freiburg im Üechtland, 1955[39]
- Eber, Centralplatz, Brückenkopf in Olten, 1961[40]
- Kleine Diana, im Garten des Kollegienhauses der Universität Basel, 1956
- Heiny-Strübin-Denkmal, vor dem alten Zeughaus, Liestal, 1963
- Der Schwörende, Schlosspark Ebenrain in Sissach, 1957
- Le Poulain – das Fohlen, Parc Moynie/Rue de Lausanne in Genf, 1963
- Pferd oder Fohlen, Schlosspark Ebenrain in Sissach, 1965
- David und Goliath, Schulhaus in Reigoldswil, 1965
- Genesende, vor dem Kantonspital Baselland in Liestal, vermutlich nach 1960
- Ikarus, Guss zwischen 1968 und 1980, vor dem Gemeindezentrum in Reigoldswil

## Ausstellungen (Auswahl)
- 1913, 1920, 1928, 1930, 1935, 1937, 1938, 1947, 1952: Kunsthalle Basel
- 1914, 1917, 1919, 1922, 1928, 1931, 1936, 1941, 1946, 1951, 1961: Nationale Kunstausstellungen
- 1929, 1935, 1952: Kunsthaus Zürich
- 1930, 1933, 1936, 1947: Kunsthalle Bern
- 1930, 1944: Kunstmuseum Winterthur
- 1931: Glaspalast, München
- 1932, 1940, 1952: Biennale in Venedig
- 1934, 1960: Musée Rath Genf
- 1935: Weltausstellung in Brüssel
- 1937: Weltausstellung in Paris
- 1937, 1939: Schweizerkunst der Gegenwart, Künstlerhaus Wien
- 1939: Landesausstellung in Zürich
- 1940, 1943, 1952: Kunstmuseum Luzern
- 1949: Dritte Internationalen Skulpturenausstellung, Philadelphia
- 1951: Instituto Svizzero in Rom
- 1950: Ausstellung «Bildhauerkunst 1900–1950» Middelheimmuseum in Antwerpen
- 1952: Kunsthalle Basel mit Hans Berger[41][42]
- 1952: Kunsthaus Glarus
- 1953: Kunstmuseum Bern, 33. GSMBA
- 1955: Olmahalle St. Gallen, 34 GSMBA
- 1956: Ausstellung in Paris, Musée Rodin: Exposition internationale de sculpture contemporaine, u. a. mit Jean Tinguely, Otto Charles Bänninger, Hans Arp, Max Bill
- 1960: Kunsthaus Aarau
- 1964: Freilichtmuseum in Montreux
- 1965: Ehrenausstellung des Kantons Baselland zum Anlass des 85 .Geburtstags, Vernissage im Schloss Ebenrain in Sissach
- 1965: Ausstellung der Basellandschaftlichen Kunstvereinigung mit der Darstellung von Probsts Gesamtwerk unter dem Patronat des Bundespräsidenten Hans-Peter Tschudi[43][44] im Schloss und Park Ebenrain

## Preise und Ehrungen (Auswahl)
- 1956: Kunstpreis der Nitoba in Höhe von Fr. 10’000.– für Diana an der Universität Basel
- 1959: Kunstpreis der Stadt Genf
- 1964: Ehrenbürgerrecht der Gemeinde Reigoldswil.[45]
- 1965: Goldmedaille der internationalen Ausstellung in Brüssel
- 1958: 1. Preis für den Entwurf Solferino beim zweiten Ideenwettbewerb für ein Denkmal Henry Dunants in Genf

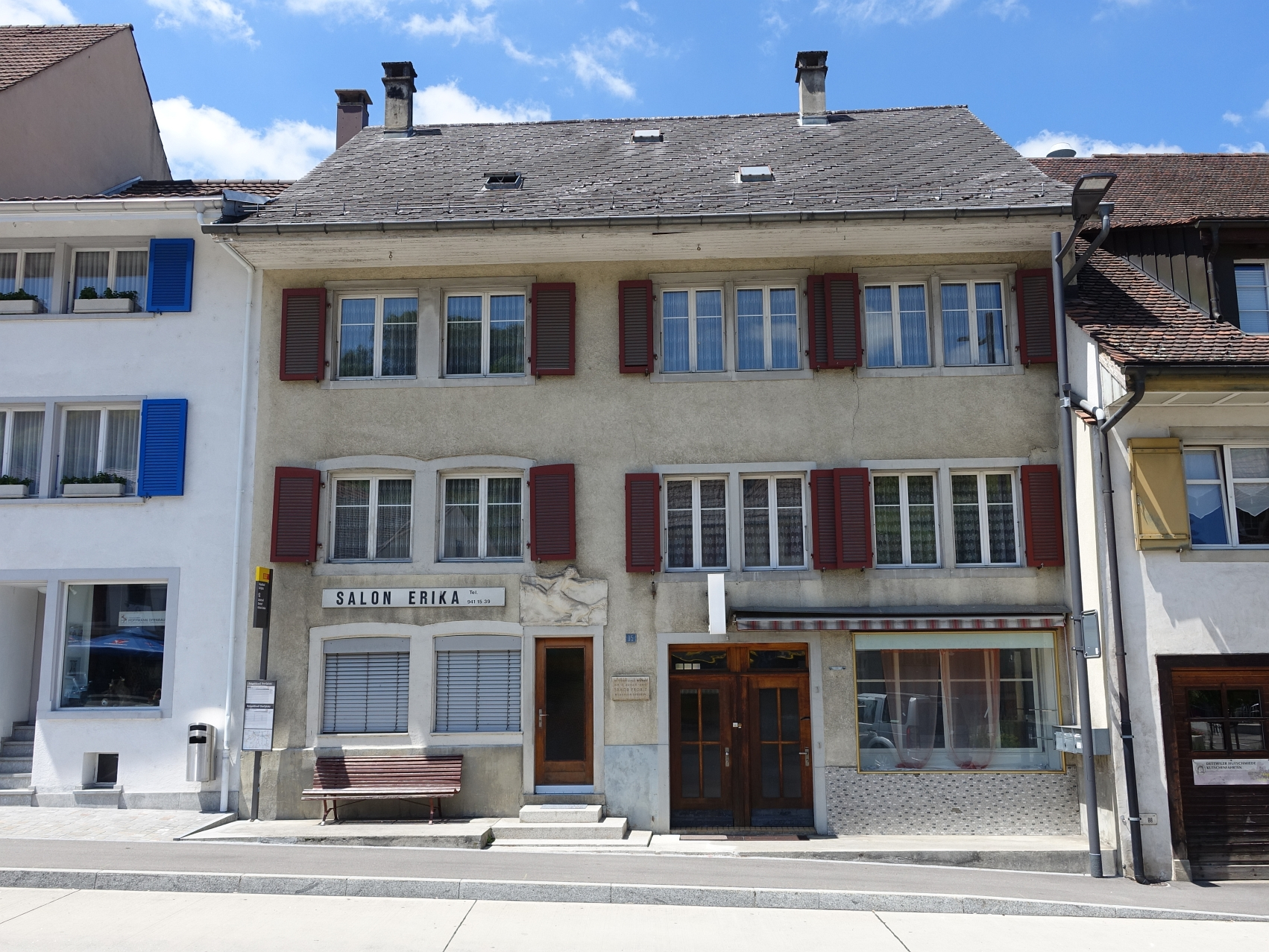
Geburtshaus von Jakob Probst in Reigoldswil
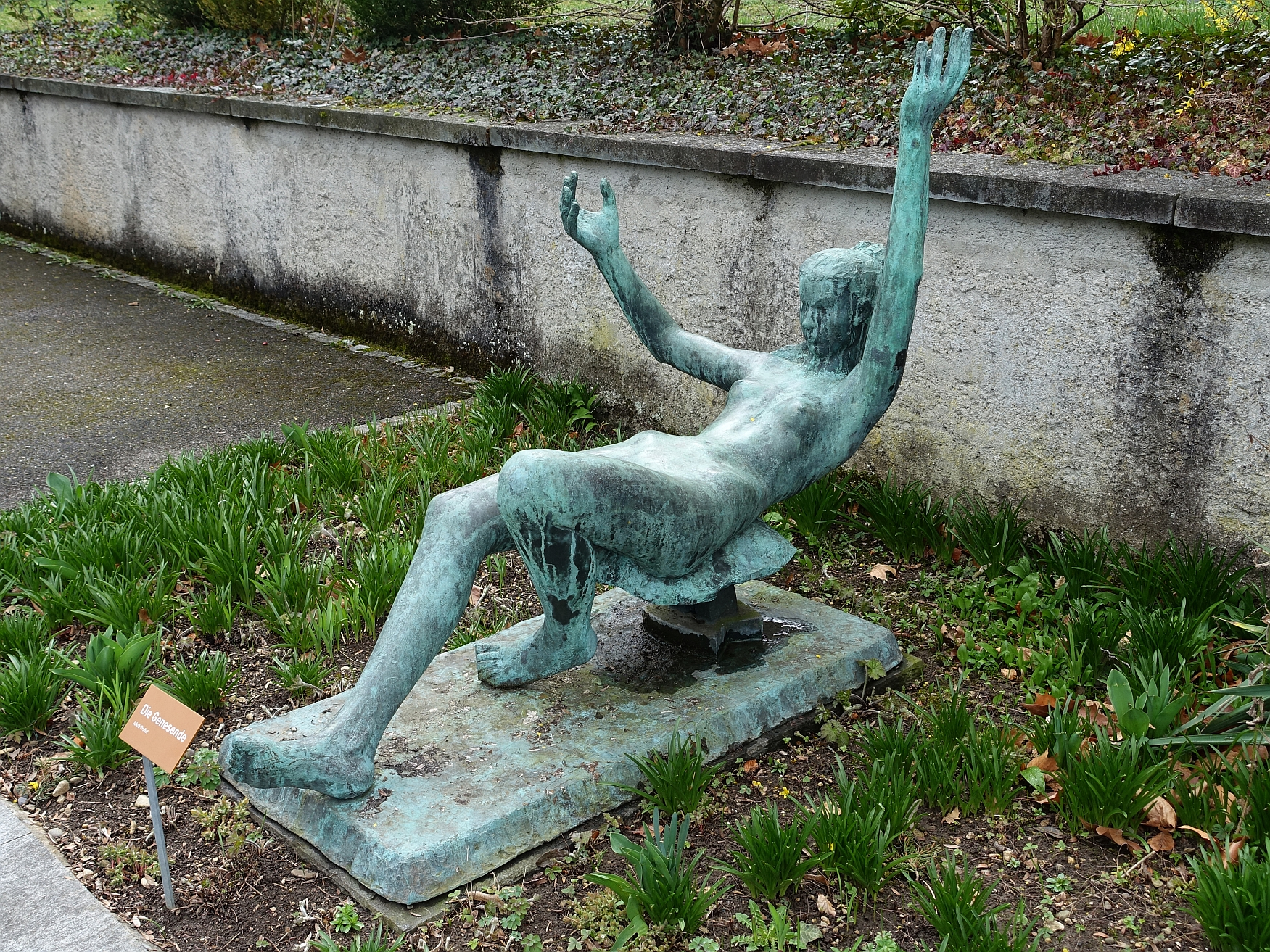
Die Genesende, 1956, Liestal
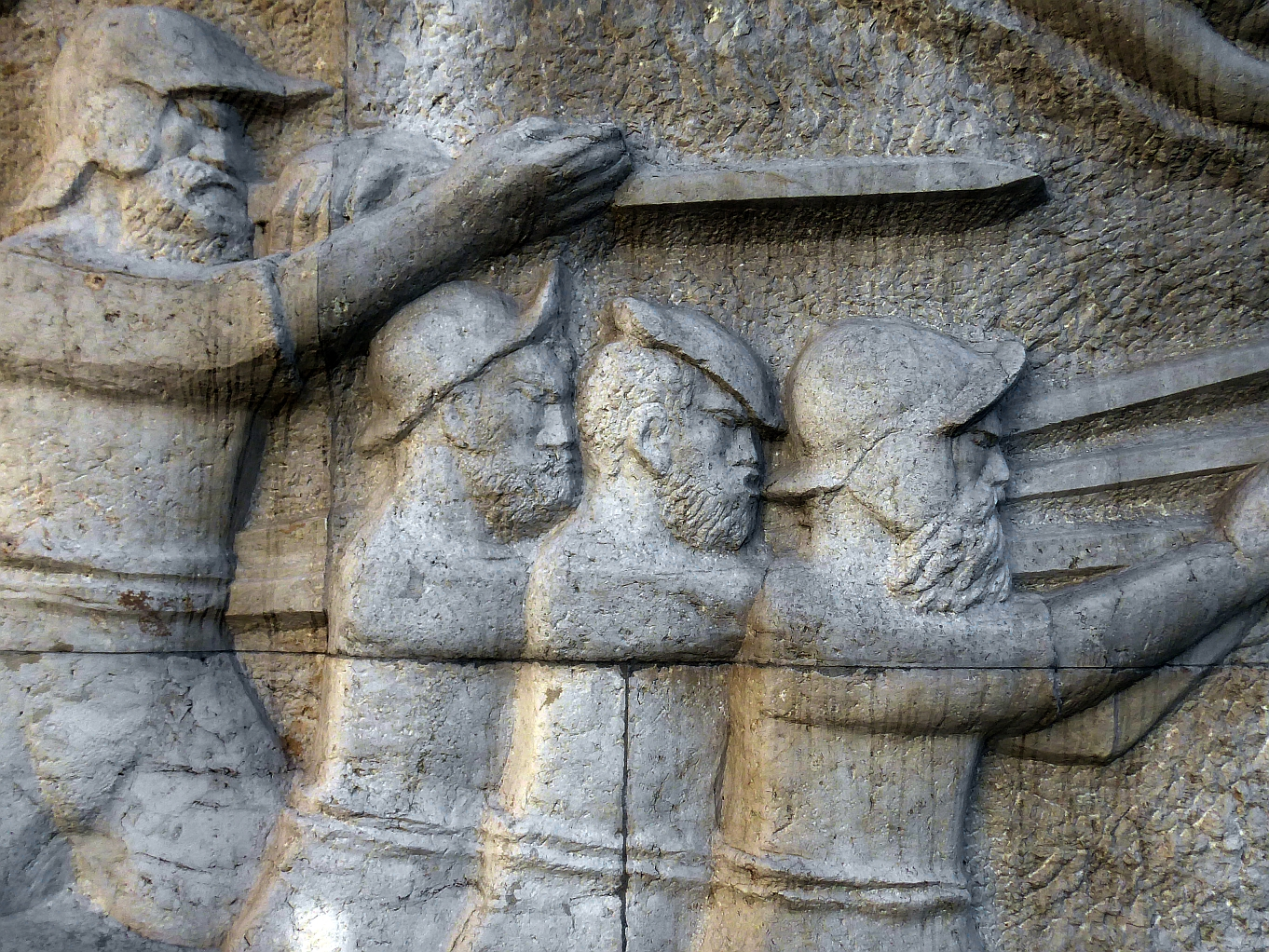
Detail, Schlacht-Denkmal, 1945–1948, Dornach
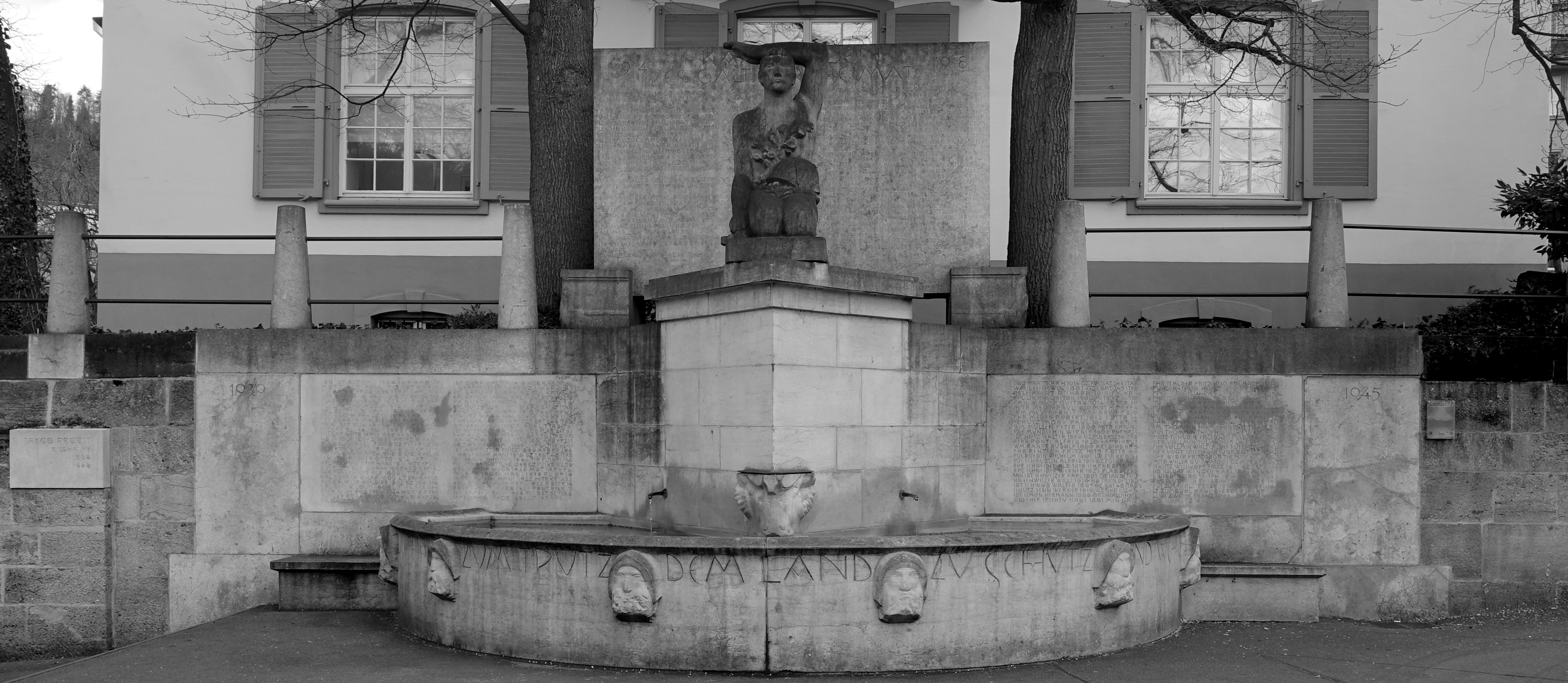
Wehrmannsdenkmal mit Urnennische, Liestal
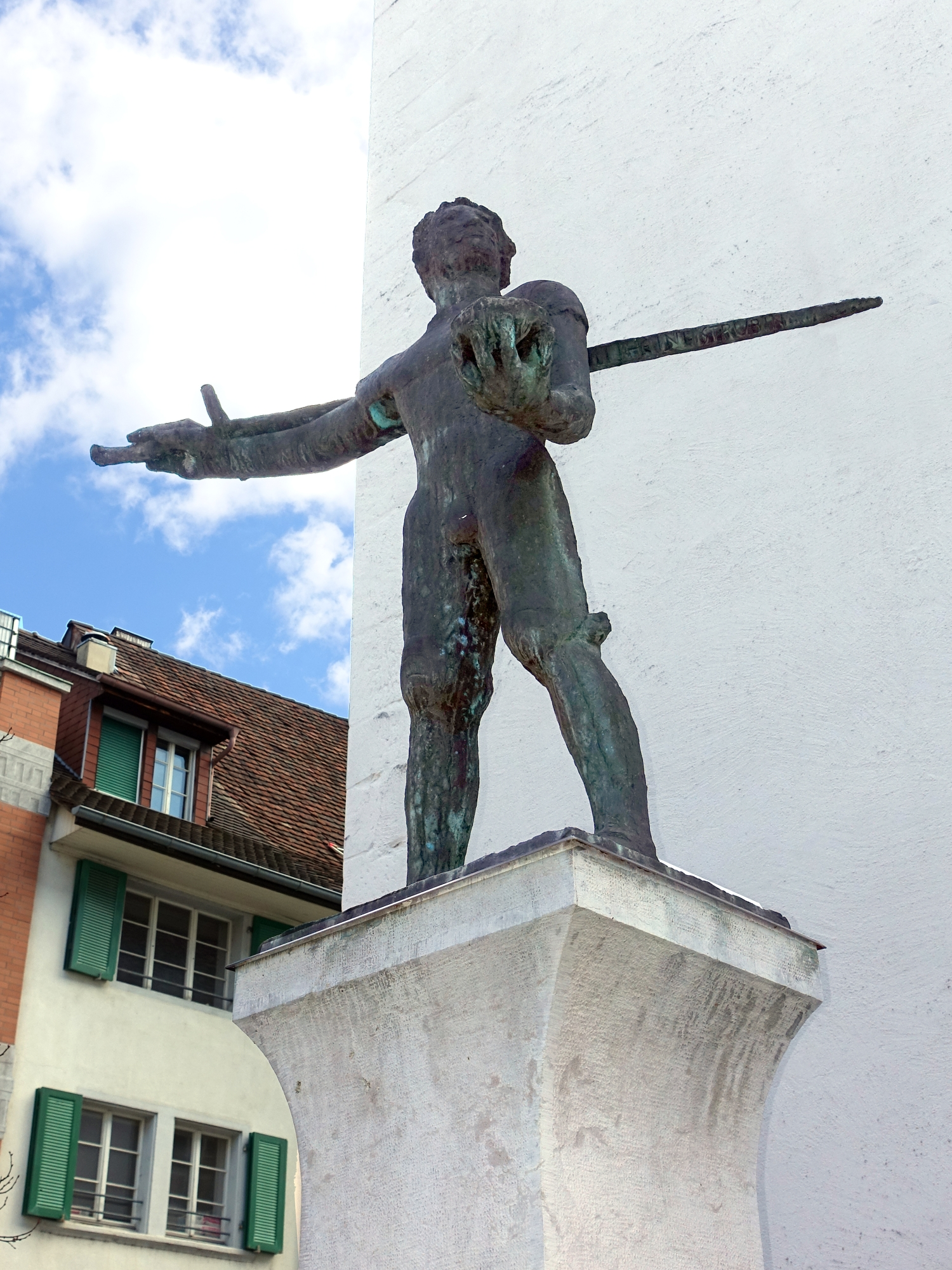
Heinrich Strübin, 1957, Liestal
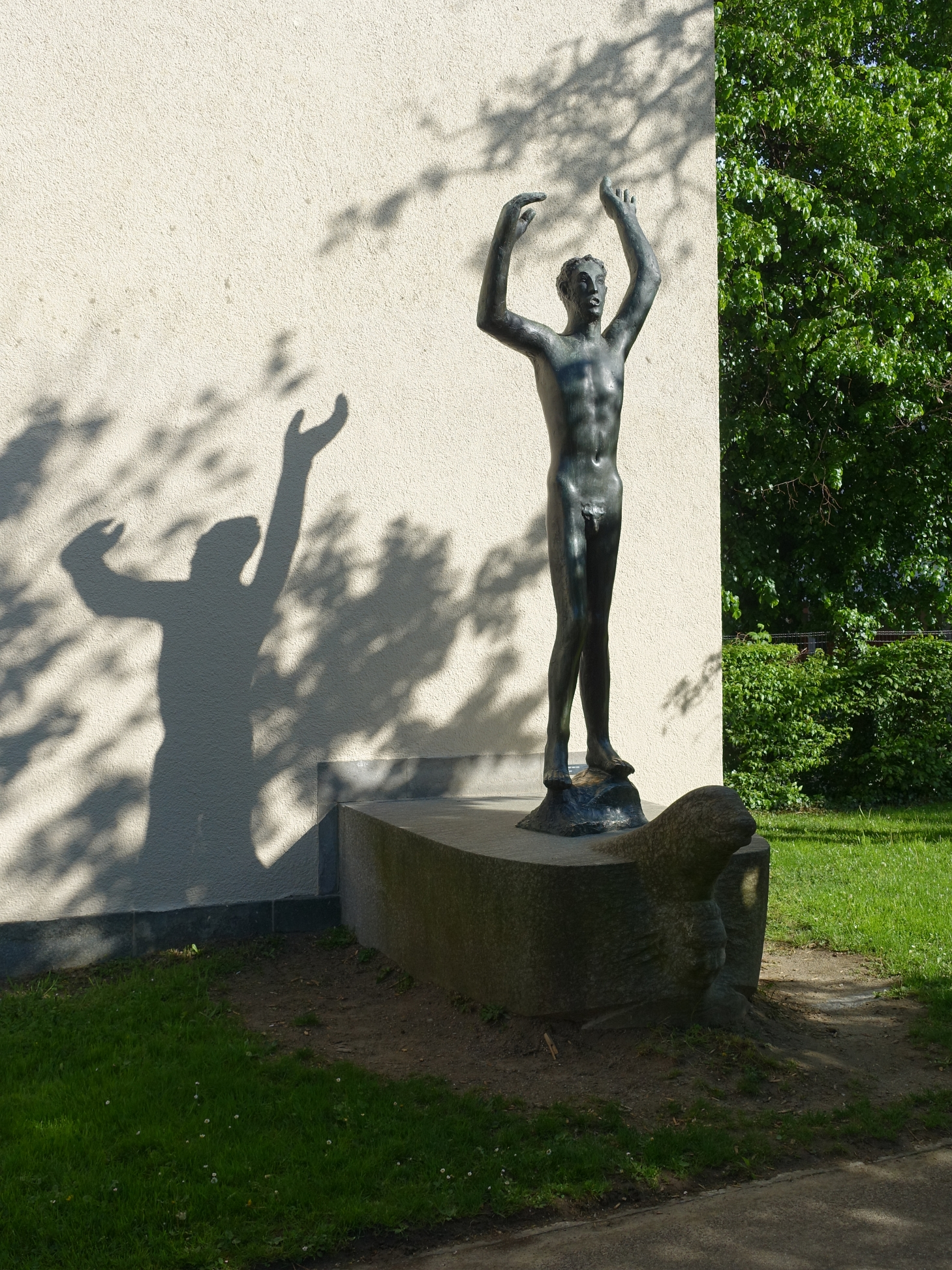
Columbus, 1950, Basel
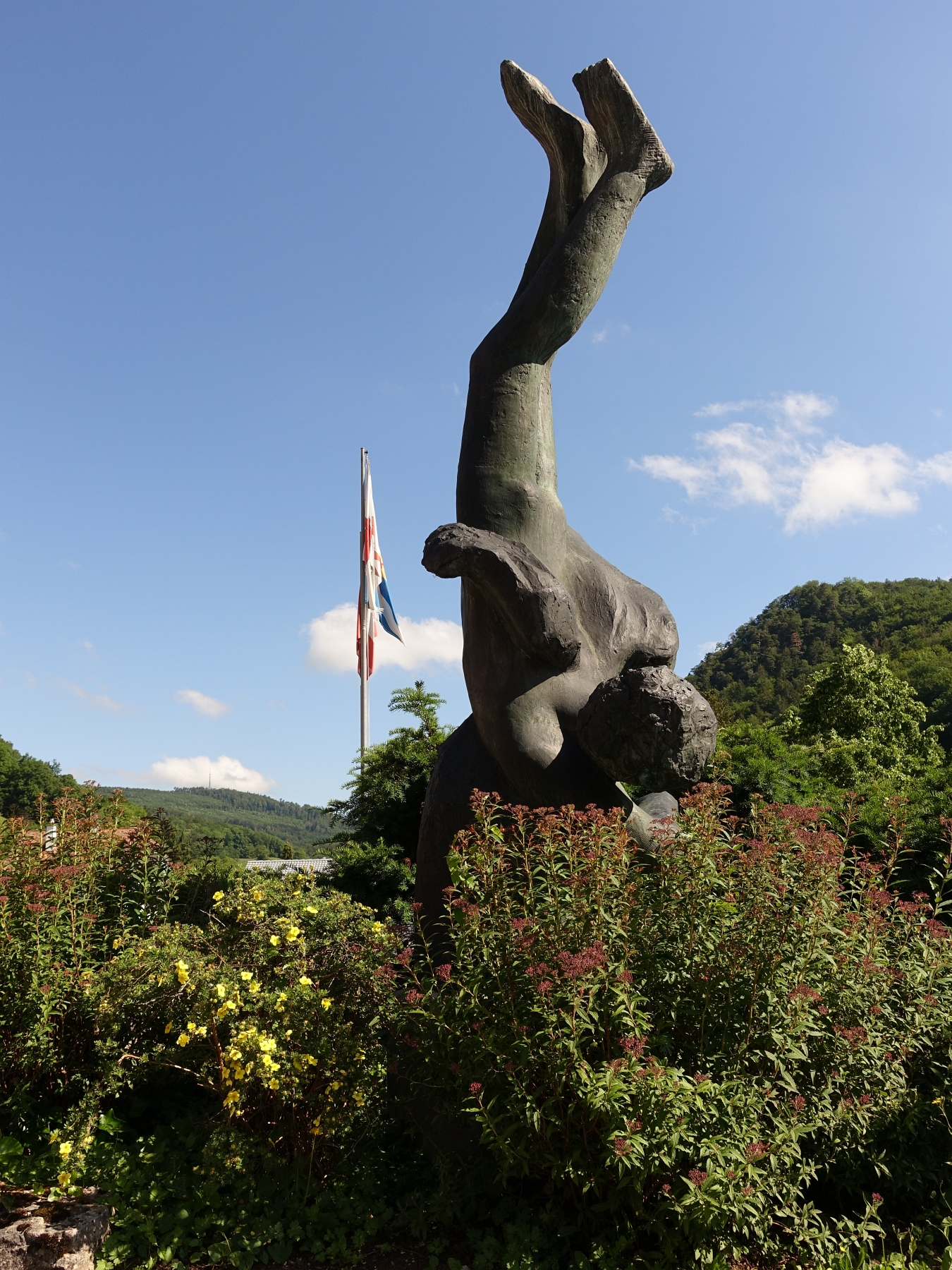
Ikarus, 1966–1980, Reigoldswil